# Casa de Marnel
A Casa de Marnel foi uma família nobre de Portugal que tem as possíveis origens no condado de Coimbra, descendendo provavelmente da própria linhagem condal que se extinguiu com a reconquista da cidade pelos mouros em 978. A Casa foi uma das poucas da nobreza de Entre Douro e Minho que se estabeleceu a sul do rio Douro, na região de Santa Maria da Feira.

## Senhoresda Casa de Marnel
- D. Egas Eres, Iala
- D. Gonçalo Viegas (antes de 1002-depois de 1057)
- D. Paio Gonçalves (antes de 1057-depois de 1061)
- D. Gonçalo Pais

## Genealogia dos primeiros Senhores de Marnel
- D. Egas Eres de Marnel, Iala, c.c. Aldonça Fromariques
  - D. Gonçalo Viegas de Marnel (antes de 1002-depois de 1057), c.c. Châmoa (Honoriques)
    - D. Paio Gonçalves I de Marnel (antes de 1057-depois de 1061), c.c. 1) D. Toda Gonçalves da Maia (?-antes de 1047); 2) Godo Soares (antes de 1047-depois de 1056); 3) Ermesenda Pais (antes de 1061-depois de 1077) 
      - 1) D. Gonçalo Pais de Marnel

    - D. Honorico Gonçalves de Marnel (antes de 1057-depois de 1061), c.c. D. Gontrode Gonçalves da Maia
      - D. Ausenda Honoriques de Marnel (antes de 1098-depois de 1129)
      - D. Ermesenda Honoriques de Marnel (fl.1114)
      - D. Châmoa Honoriques de Marnel (fl.1098)

    - D. Fernando Gonçalves I de Marnel (antes de 1026-depois de 1047), c.c. ?
      - D. Teresa Fernandes de Marnel, c.c. D. Mem Viegas de Sousa

    - D. Ero Gonçalves de Marnel (antes de 1045-depois de 1103), c.c. Aldonça Mendes Madredulce
      - D. Gonçalo Eres de Marnel (antes de 1112-depois de 1122), c.c. Ónega Romariques (antes de 1103-depois de 1148)
        - D. Fernando Gonçalves II de Marnel (antes de 1134-depois de 1162), c.c. Maria Nunes (fl.1148)
          - D. Mendo Fernandes de Marnel (antes de 1128-depois de 1174)
          - D. Elvira Fernandes de Marnel (fl.1128), c.c. Mendo Viegas Tiçon

        - D. Paio Gonçalves II de Marnel (antes de 1103-depois de 1145), c.c. Ónega Romariques (antes de 1103-depois de 1148)
        - D. Ausenda Gonçalves de Marnel (antes de 1117-depois de 1148), c.c. D. Soeiro Mendes de Sousa[1]
        - D. Gonçalo Gonçalves de Marnel (antes de 1120-depois de 1122)

      - D. Godinha Eres de Marnel (fl.1122)
      - D. Condessa Eres de Marnel (antes de 1101-depois de 1122)
      - D. Patrina Eres de Marnel (antes de 1097-depois de 1103), c.c. Paio Vitisciles

    - D. Urraca Gonçalves de Marnel, c.c. Dː Fernando Afonso de Toledo

  - D. Fromarico Viegas de Marnel, c.c. Ausenda
    - D. Soeiro Fromariques de Marnel (1060 - Batalha de Vatalandi, Santarém, 1103), c.c. Elvira Nunes Aurea - Marnel-Grijó
    - D. Tedon Fromariques de Marnel
    - D. Gonçalo Fromariques de Marnel
    - D. Paio Fromariques de Marnel
    - D. Mendo Fromariques de Marnel
    - D. Elvira Fromariques de Marnel

  - D. Mumadona Viegas de Marnel

### Linhagem Marnel-Grijó
- D. Soeiro Fromariques de Marnel (1060 - Batalha de Vatalandi, Santarém, 1103), c.c. Elvira Nunes Aurea
  - D. Nuno Soares de Grijó, c.c. 1) (antes de 1112) Urraca Mendes 2) (antes de 1117) Elvira Gomes (?-entre maio e dezembro de 1157) [2]
    - (1/2) D. Sancha Nunes de Grijó, c.c. Pedro Godins
    - (1/2) D. Teresa Nunes de Grijó
    - (1/2) D. Pedro Nunes de Grijó, c.c. Toda Randulfes
    - (1/2) D. Maria Nunes de Grijó, c.c. D. Monio Osorez de Cabreira

  - D. Soeiro Soares de Grijó, c.c. ?
    - D. Elvira Soares de Grijó, c.c. Soeiro Odores

  - D. Paio Soares de Grijó, c.c. 1) Boa Viegas 2) Maria Godins
    - (1/2) D. Fernando Pais de Grijó, c.c. ?
      - D. Pedro Fernandes de Grijó, c.c. ?

    - (1/2) D. Afonso Pais de Grijó, c.c. 1) Maria Gonçalves 2) Teresa Rabaldes
    - (1/2) D. Elvira Pais de Grijó, c.c. Nodario Cidis

  - D. Pedro Soares de Grijó, c.c. Maria Rabaldes
  - D. Ero Soares de Grijó
  - D. Maior Soares de Grijó, c.c. Mendo Gonçalves
  - D. Adosinda Soares de Grijó
  - D. Ouroana Soares de Grijó, c.c. Gonçalo Guterres
  - D. Toda Soares de Grijó, c.c. Mendo Gonçalves
  - D. Salvador Soares de Grijó, c.c. Madredona Soares
    - D. Maria Salvadores de Grijó, c.c. Rodrigo Trutesendes